# Martin Prat
Pour les articles homonymes, voir Prat (homonymie).

a Compétitions nationales et continentales officielles uniquement.

Dernière mise à jour le 8 mai 2022.
Martin Prat, né le 25 août 1989 à Biarritz, est un joueur français de rugby à XV qui évolue au poste d'arrière.

## Biographie
Martin Prat, originaire d'Anglet commence le rugby à XV à l'âge de 14 ans avec l'Aviron bayonnais. En 2008, déménageant à Pau pour ses études, il rejoint ensuite à l'âge de 19 ans la Section paloise en catégorie Reichel,. Un an plus tard, il intègre le centre de formation, au poste d'arrière et en tant que buteur,. Malgré son statut d'espoir, il totalise entre autres 18 apparitions en Pro D2 durant la saison 2011-2012 ; alors que le club comptabilise plusieurs blessés, il officie plusieurs fois au poste d'ailier,.
Il participe en juin 2013 avec deux autres joueurs du club béarnais à un tournoi amical de rugby à sept organisé à Londres, avec l'une des sélections du club Pyrénées rugby sevens,.
Alors qu'il signe son premier contrat professionnel avec le club palois, Prat est prêté pour la saison 2013-2014 au FC Auch, durant laquelle il compte 27 titularisations. Au terme de cette année, il retourne à la Section paloise alors qu'il lui reste un an de contrat,. Le club béarnais et Martin Prat décrochent au terme de la saison 2014-2015 le titre de champion de France de Pro D2.
Bloqué par la concurrence à son poste d'arrière et non conservé par le club, Prat signe à l'intersaison 2015 un nouveau contrat avec l'US Dax. Il prolonge de deux saisons supplémentaires en 2017. Malgré la relégation en Fédérale 1, il continue l'aventure avec le club rouge et blanc pour la saison 2018-2019.
Opéré du sésamoïde du gros orteil gauche l'été précédent, il choisit de ne pas prolonger officiellement à l'intersaison 2019, donnant la priorité à sa période de convalescence. Un accord tacite conclu avec le président lui permet néanmoins de reprendre la compétition avec le groupe dacquois à la fin du mois de décembre 2019. Alors que l'US Dax s'apprête à disputer l'édition inaugurale de la nouvelle division Nationale, Prat prolonge son contrat pour cette saison 2020-2021, ; il est par ailleurs nommé capitaine à l'ouverture de la compétition. Il est éloigné des terrains pendant une partie de la saison en raison d'une rupture de ligament croisé postérieur au genou gauche. Il signe un nouveau contrat d'une année à l'intersaison, avant de mettre un terme à sa carrière à l'issue de cette saison 2021-2022.

## Palmarès
- Championnat de France de rugby à XV de 2e division :
  - Champion : 2015 avec la Section paloise.